# Gorgoroth
I Gorgoroth sono un gruppo black metal norvegese nato nel 1992.
I loro testi si concentrano su temi occulti come il satanismo e la venuta dell'Anticristo e negli ultimi anni la ricerca di un sound tra l'industrial metal e il noise ha portato il gruppo a creare uno stile del tutto particolare.
Il nome della band è ispirato all'altopiano "intriso di male e oscurità" Ered Gorgoroth, un luogo immaginario presente nelle opere di J.R.R. Tolkien Il Silmarillion e Il Signore degli Anelli.

## Storia

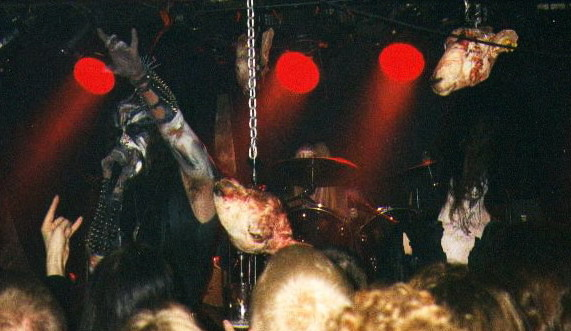
Il gruppo in concerto a Bergen nel 2000

I Gorgoroth si formarono nel 1992 su iniziativa del chitarrista Infernus, del cantante Hat ("odio" in norvegese), e del batterista Goat. Nel 1993 la band rilascia il suo primo demo, intitolato A Sorcery Written in Blood, contenente solamente due canzoni. Finito di registrare il demo, i Gorgoroth firmano un contratto con la casa discografica Embassy Records e iniziano a lavorare al loro primo full, Pentagram, caratterizzato dall'inconfondibile voce aspra e stridente di Hat. Pubblicato l'album, Goat lascia e viene sostituito da Frost dei Satyricon. Nel 1995 lascia anche Hat, che viene rimpiazzato da Pest. Nel 1996 esce il secondo album Antichrist sotto l'etichetta Malicious Records e l'album vede alla voce sia Hat che Pest dato che Hat aveva registrato la voce in alcune canzoni prima di lasciare definitivamente la band. L'album, molto corto (dura solamente 25 minuti), presenta le prime e vere canzoni con il marchio e la pesantezza caratteristiche di Infernus, con pezzi quali Bergtrollets Hevn, Gorgoroth e Possessed (by Satan), ma allo stesso tempo si concentra su parti più melodiche, specie in Sorg.

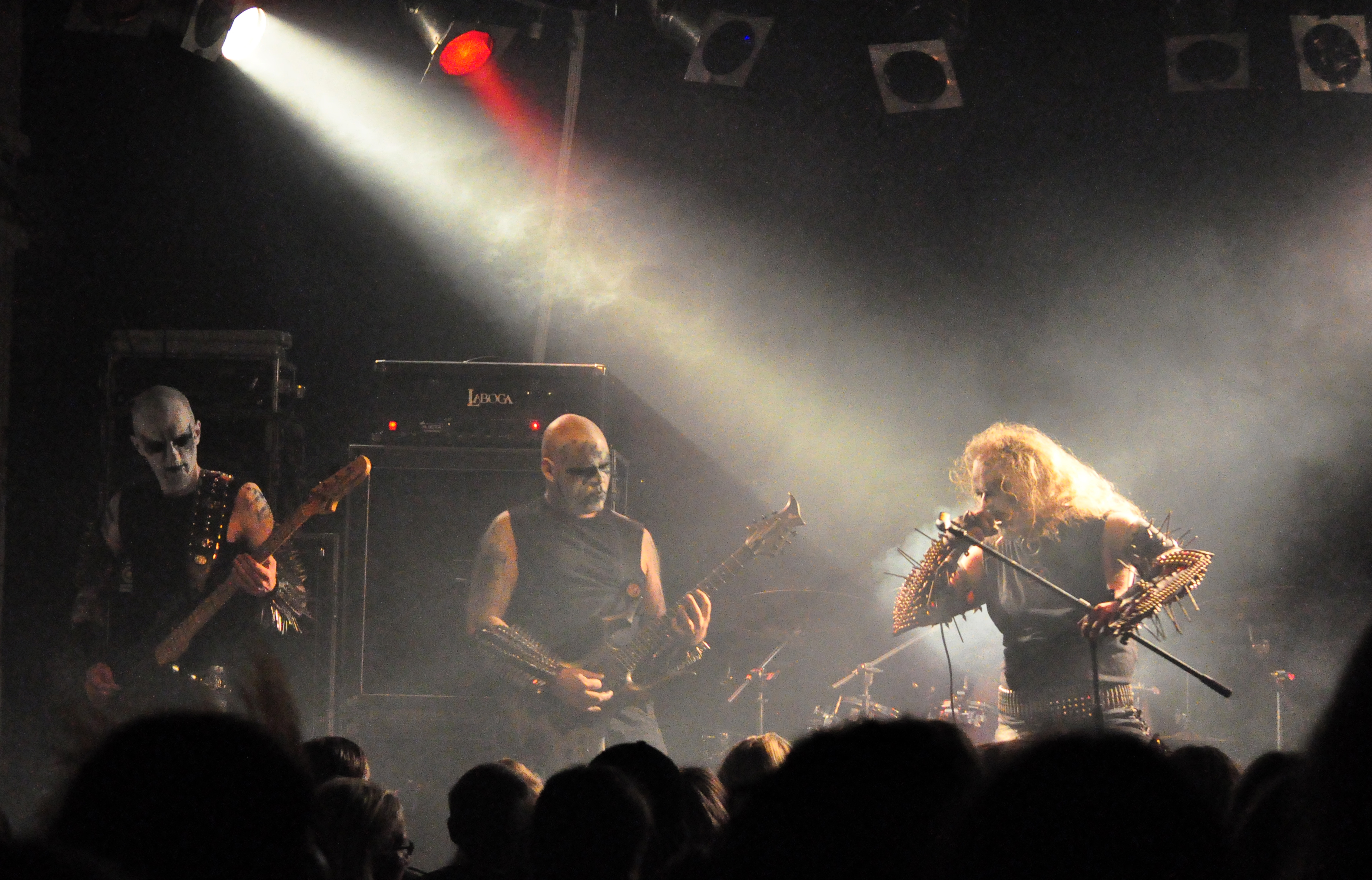
I Gorgoroth a Rostock nel 2011

Da questo punto i Gorgoroth iniziano a essere conosciuti nel panorama internazionale, dacché si lanciano in una serie di tournée tra la Norvegia e l'Inghilterra. Successivamente pubblicheranno Under the Sign of Hell (1997), ancora oggi considerato da tanti il loro migliore album, con brani carichi di devastazione, rabbia e pura follia, come Krig, Funeral Procession, Profetens Apenbaring, e Blood Stains The Circle. Inoltre si aggiungeranno alla band il chitarrista Tormentor e il bassista Ares, che parteciperanno al primo tour europeo del gruppo. Visto il loro successo, la casa discografica tedesca Nuclear Blast si accorda con i Gorgoroth nel 1998, quando la band pubblica il primo album con il nuovo cantante Gaahl dal titolo Destroyer. Va precisato che nell'album Gaahl canta solamente nella title track e che l'album è stato registrato tra il 1994 e il 1997 con Infernus che ha registrato anche parti cantate, di basso e di batteria. Destroyer è una vera e propria testimonianza di crudezza, glacialità e cattiveria e presenta in varie tracce il contributo di numerosi musicisti, quali T-Reaper alla voce, Vrolok alla batteria e Daimonion al sintetizzatore.
I Gorgoroth iniziano a sperimentare nuove idee mentre lavorano a Incipit Satan: alcuni pezzi risentono pesantemente dell'influenza industrial, dark ambient e noise, altri, come When Love Rages Wild in My Heart invece si spingono fino al blues dei Danzig. In sostanza, l'album affronta la musica con una tendenza progressive, anche se rimane influenzato dal black metal tradizionale di stampo Infernus. Nel 2003 esce il sesto album Twilight of the Idols - In Conspiracy with Satan un lavoro permeato da una rinnovata energia compositiva nella track-list con canzoni come Forces of Satan Storms, Procreating Satan, Blod og Minne e Of Ice and Movement..., merito delle capacità compositive sia del batterista Kvitrafn che del bassista King, quest'ultimo già compositore di alcuni pezzi dell'album Incipit Satan e autore in tutto e per tutto della parte musicale del successivo full-length Ad Majorem Sathanas Gloriam uscito nel 2006, album che riscosse un gran successo per le varie composizioni dal sound oscuro, gelido, infernale e apocalittico.

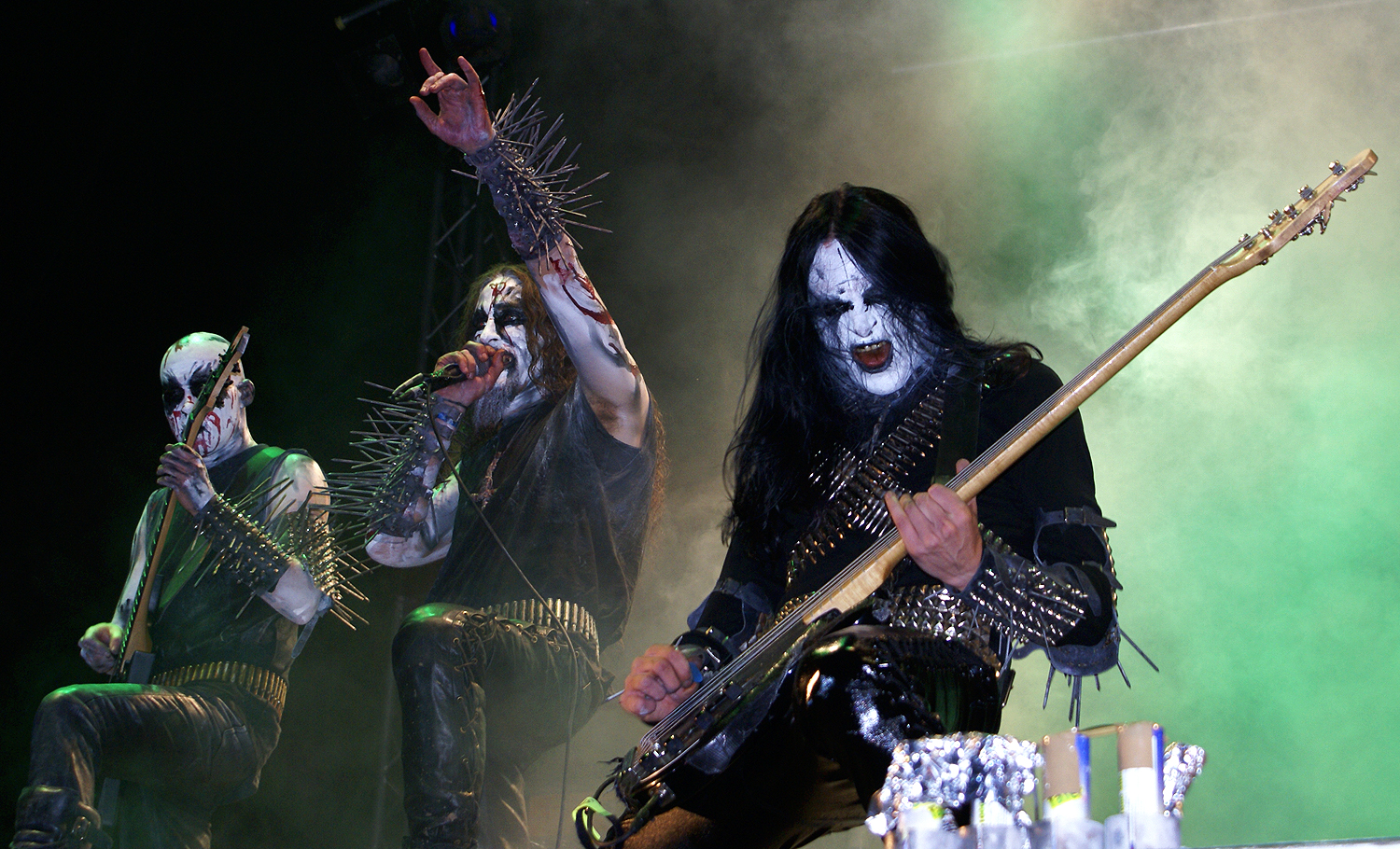
I Gorgoroth con Gaahl e King ov Hell nella formazione

Nel mese di ottobre del 2007 a causa di vari diverbi con Gaahl e King, Infernus viene estromesso dalla band. I due dichiararono di voler continuare l'attività della band senza Infernus, e l'estromissione venne giustificata con il fatto che i due non potevano più continuare a lavorare con Infernus per via del suo brutto carattere, visto che erano già da diversi anni che erano nate varie incomprensioni. Il fondatore denunciò gli altri due membri, dichiarandosi il legittimo proprietario del nome della band. La Regain Records prese le difese di Infernus e si preparò ad azioni legali contro gli altri due membri.

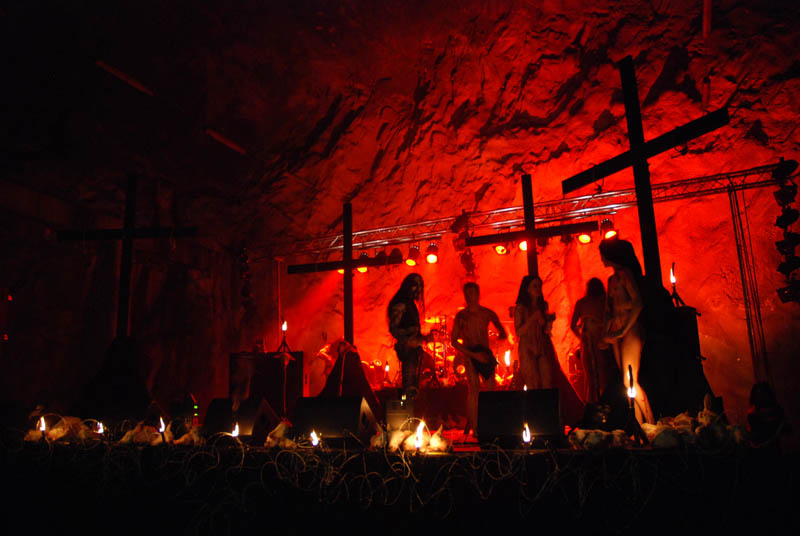
Screenshot del video di Carving a Giant, che raffigura il gruppo intento a ricreare l'ambientazione del concerto a Cracovia nel 2004

Dopo aver reclutato l'ex batterista dei Dark Funeral e dei Dissection Tomas Asklund e il bassista degli Obituary Frank Watkins nell'inverno 2007 – 2008 Infernus riprese in mano le redini dei Gorgoroth nonostante Gaahl e King volessero appropriarsi dei diritti della band.
Successivamente (autunno 2008) nella band rientrano lo storico chitarrista Tormentor e lo storico cantante Pest e nel marzo 2009 la Corte Federale di Oslo riconosce a Infernus di essere il legittimo proprietario di tutti i diritti che riguardano i Gorgoroth e che nessuno può estrometterlo dalla band a meno che non sia lui a deciderlo deliberatamente.
Nel 2009 la band, forte della nuova formazione, dà alle stampe il suo ottavo album, Quantos Possunt ad Satanitatem Trahunt.
L'album riceve buone recensioni e il sound viene accostato a quello dei primi lavori del gruppo.
Lungo tutto il 2010, i Gorgoroth intraprendono diversi mini-tour in Europa e Sud America, con lo scopo di promuovere l'album e sempre nello stesso anno, annunciano l'inizio delle registrazioni di un nuovo disco.
Si tratta in realtà di una riedizione del classico Under the Sign of Hell le cui canzone verranno registrate dalla nuova formazione.
L'album vedrà la luce nel novembre del 2011.

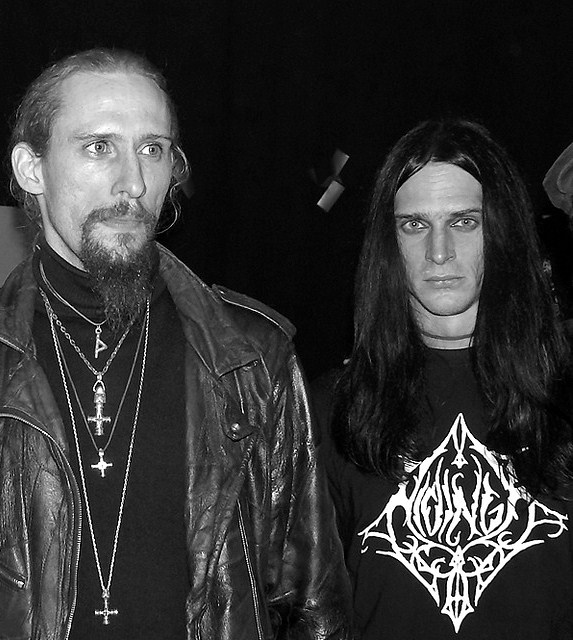
Gaahl e King ov Hell senza trucco

Il 21 agosto del 2012, tramite il sito ufficiale, Infernus annuncia di aver licenziato il cantante Pest, dopo che questi si era rifiutato di partecipare all'imminente tour in Sud America. Il suo posto è stato preso da Hoest dei Taake.
Nel 2015 esce Instinctus Bestialis, attualmente l'ultimo album dei Gorgorth, che presenta leggere influenze provenienti dal melodic black metal e anche dal death, e che si differenzia dalle opere precedenti per il timbro più gutturale e profondo del nuovo cantante Atterigner, già voce della black metal band serba Triumfall. Lo stesso anno, il bassista del gruppo, Frank Watkins, muore a causa di un tumore.

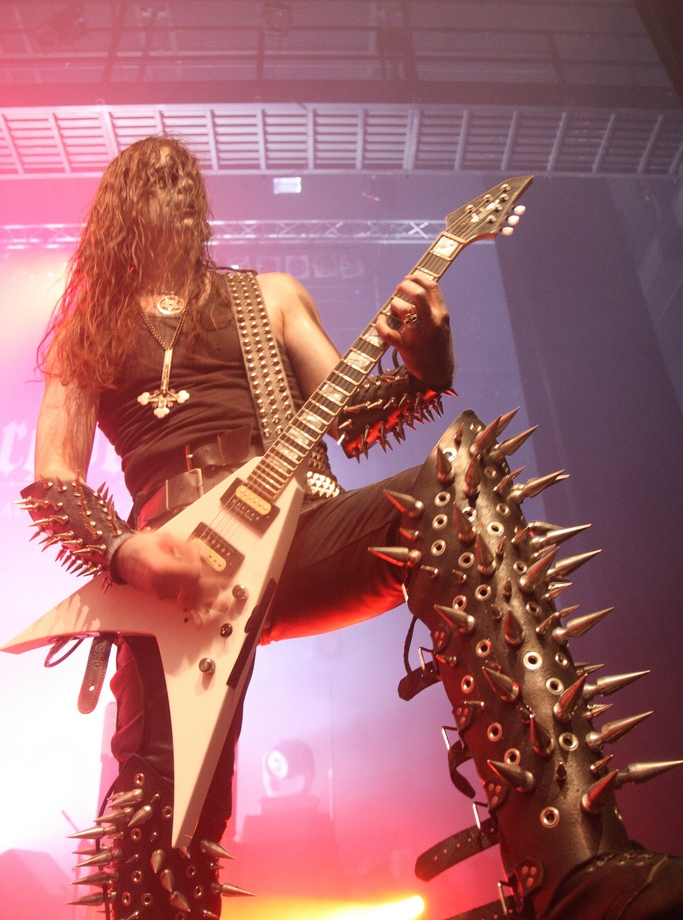
Infernus in concerto nel 2010

## Problemi con la giustizia
I Gorgoroth sono noti nell'ambiente del black metal/metal estremo per la natura cruenta e scabrosa dei loro show e per problemi di natura giudiziaria. Il 1 febbraio 2004, durante il concerto tenutosi a Cracovia nella religiosa Polonia, la band esibì teste mutilate di pecora impalate, un bagno di 80 litri di sangue di pecora, simbologia satanica, un uomo nudo con altre tre ragazze nude, issati su croci e bagnati di sangue. Una delle ragazze svenne e la polizia intervenne con un mandato di investigazione per offese alla religione e violenza agli animali (nonostante le parti di pecora fossero state regolarmente acquistate in un mattatoio), e la controversia sancì la fine del tour.

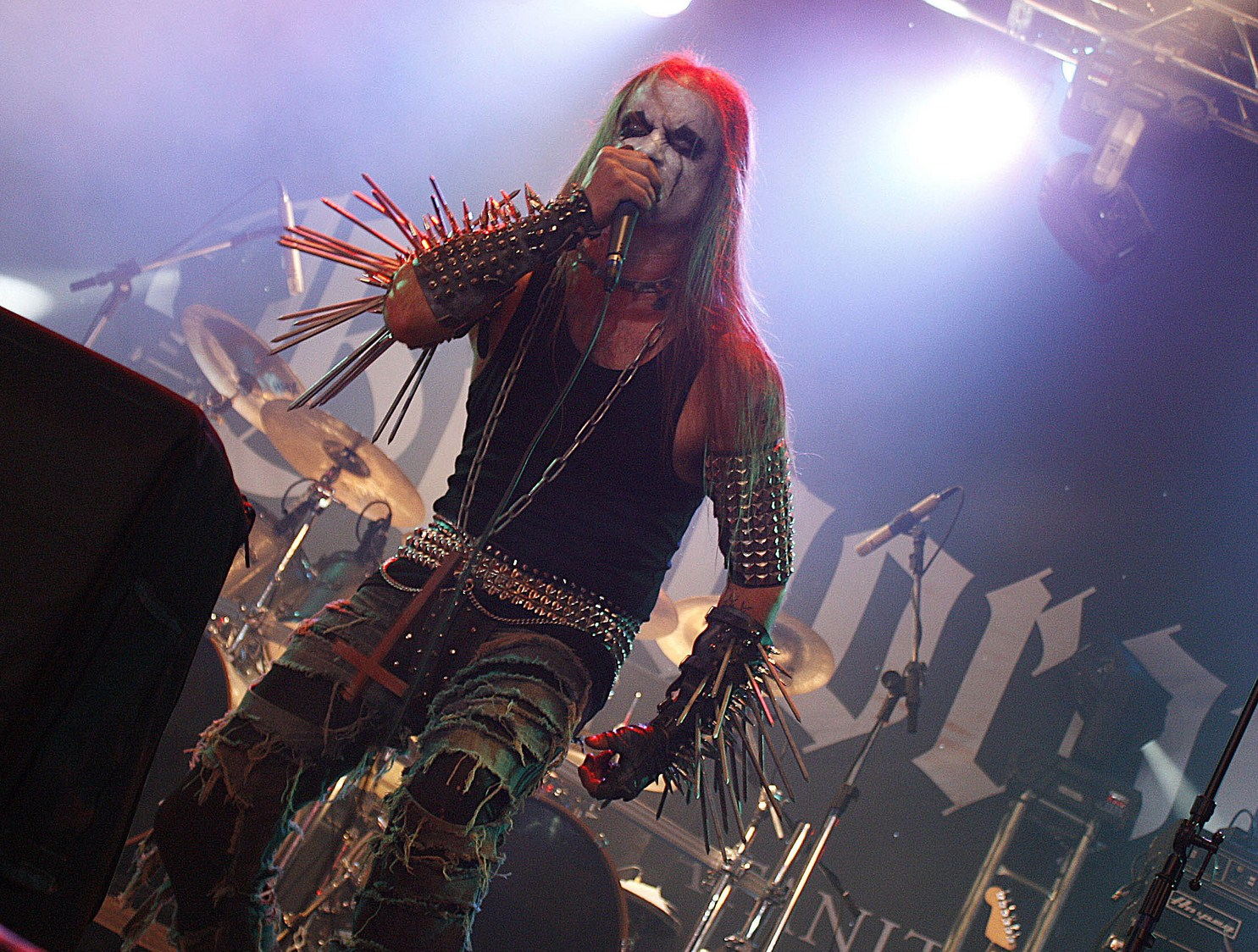
Hoest, cantante dei Taake, in concerto come ospite con i Gorgoroth

Poco tempo dopo, Gaahl venne condannato a 14 mesi di carcere per aver malmenato un uomo norvegese, e si sostenne anche che avesse tentato di berne il sangue. Il cantante dei Gorgoroth scontò solamente 4 mesi di galera e dovette risarcire la sua vittima con 190 000 corone norvegesi. La madre di Gaahl smentì il fatto della tentata bevuta di sangue, sostenendo che suo figlio fosse vegetariano.

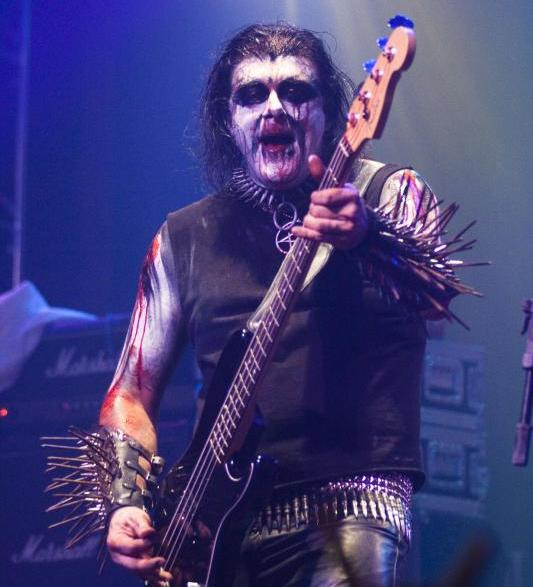
Frank Watkins, membro del gruppo dal 2007 al 2015

Nel febbraio 2005, Infernus fu condannato a 3 anni di carcere per violenze carnali nei confronti di una donna di 29 anni. Il chitarrista dei Gorgoroth e un suo amico la incontrarono in un nightclub di Bergen, picchiarono la vittima e la costrinsero a copulare con loro. È stato scarcerato nel marzo del 2007.
In un'intervista contenuta nel doppio DVD Metal: A Headbanger's Journey uscito negli Stati Uniti nel maggio del 2006, Gaahl dichiarò che l'incendio delle chiese norvegesi agli inizi degli anni novanta è qualcosa che sostiene al 100% e che sicuramente sarà ripreso e proseguito in futuro, per sradicare ogni traccia di cristianesimo. Questa affermazione ha spinto la polizia di Bergen, cittadina nei pressi della quale Gaahl vive, ad aprire un fascicolo sull'evento, nel caso che nella dichiarazione possano ravvisarsi gli estremi dell'apologia di reato.

## Formazione

### Formazione attuale
- Infernus – chitarra (1992-presente), basso (1996, 1997, 1998), batteria e voce (1998)
- Tomas Asklund – batteria (2007-presente)
- Atterigner – voce (2012-presente)
- Guh.Lu - basso (2012-presente)

### Ex componenti
- Goatpervertor – batteria (1992-1994)
- Hat – voce (1992-1995)
- Kjettar – basso (1993)
- Samoth basso (1993-1994)
- Frost – batteria (1994-1995)
- Storm – basso (1995)
- Ares – basso (1995-1997)
- Grim – batteria (1995-1996) deceduto 04/10/1999 (overdose)[8][9]
- Pest – voce (1995-1997, 2008-2012), chitarra (1996)
- Vrolok – batteria (1996-1998)
- Tormentor – chitarra (1996-2002, 2008-2012), basso e batteria (1998)
- T-Reaper – basso, voce (1998-1999)
- Gaahl – voce (1998-2007)
- King ov Hell – basso (1999-2006, 2007)
- Sjt. Erichsen – batteria (1999)
- Kvitrafn – batteria (2000-2004)
- Bøddel – basso (2007-2015) deceduto 18/10/2015[10]

### Turnisti
- Paimon – chitarra (2009–presente)
- Phobos – batteria (2011-2012, 2015–presente)
- Fábio Zperandio – chitarra (2011–presente)
- Guh.Lu – basso (2012-presente)
- Hoest – voce (2012-presente)

### Ex turnisti
- Sykelig – chitarra
- Ivar Thormodsæter – batteria (1999)
- Frost – batteria (1999)
- Apollyon – chitarra (2003-2004)
- Dirge Rep – batteria (2004-2007)
- Teloch – chitarra (2004-2005, 2007)
- Eihwaz – chitarra (2005-2007)
- Garghuf – batteria (2007-2008)
- Nicholas Barker – batteria (2008)
- Vyl – batteria (2009-2011, 2014-2015)
- V'gandr – basso (2010)
- Sture Woldmo – basso (2011-2012)

## Discografia

### Album in studio
- 1994 – Pentagram
- 1996 – Antichrist
- 1997 – Under the Sign of Hell
- 1998 – Destroyer - Or About How to Philosophize with the Hammer
- 2000 – Incipit Satan
- 2003 – Twilight of the Idols - In Conspiracy with Satan
- 2006 – Ad Majorem Sathanas Gloriam
- 2009 – Quantos Possunt ad Satanitatem Trahunt
- 2015 – Instinctus Bestialis

### EP
- 1996 – The Last Tormentor (ristampato nel 2007 come Bergen 1996) (Live)

### Album dal vivo
- 2008 – True Norwegian Black Metal - Live in Grieghallen

### Compilation
- 2011 – Under the Sign of Hell 2011

### Box-set
- 2000 – Destroyer/Incipit Satan
- 2003 – Twilight of the Idols (In Conspiracy with Satan)/Incipit Satan

### Demo
- 1993 – A Sorcery Written in Blood
- 1994 – Promo '94

## Videografia
- 2008 - Black Mass Kraków 2004